# Bendung Wlingi
Bendung Wlingi är en dammbyggnad i Indonesien.   Den ligger i provinsen Jawa Timur, i den västra delen av landet, 600 km öster om huvudstaden Jakarta. Bendung Wlingi ligger 167 meter över havet.
Terrängen runt Bendung Wlingi är huvudsakligen platt, men söderut är den kuperad.Runt Bendung Wlingi är det tätbefolkat, med 913 invånare per kvadratkilometer. Närmaste större samhälle är Blitar, 10,0 km nordväst om Bendung Wlingi. Omgivningarna runt Bendung Wlingi är en mosaik av jordbruksmark och naturlig växtlighet.